# Jun'ya Enoki
Jun'ya Enoki (榎木 淳弥, Enoki Jun'ya), né le 19 octobre 1988 à Tokyo au Japon, est un seiyū affilié à Atomic Monkey. Ses rôles les plus importants sont notamment de Shion Kiba dans Cardfight!! Vanguard G, Shōtarō Tatewaki dans Sakurako-san no ashimoto ni wa shitai ga umatteiru, Alpha Omega Nova dans Uchū Patrol Luluco, Shū Kurenai dans Beyblade Burst, Kunihiro Horikawa dans Tōken Ranbu, Rui Maita dans The Idolmaster SideM et Pannacotta Fugo dans JoJo's Bizarre Adventure, entre autres.

## Biographie
Jun'ya Enoki est né le 18 octobre 1988 à Tokyo au Japon. Sa cousine est Chika Anzai, qui est aussi une seiyū,. Quand il était à l'université il a commencé à regarder des anime et, inspiré par Tengen Toppa Gurren Lagann, décida de devenir seiyū. Il a rejoint l'institut d'Atomic Monkey et est devenu membre de cette agence peu de temps après avoir obtenu son diplôme.

## Filmographie

### Jeu vidéo
2020
- Fire Emblem: Three Houses en tant que Yuri Leclerc dans le DLC Ombres cendrées

2021
- Fire Emblem Heroes en tant que Yuri Leclerc

2022
- Fire Emblem Warriors: Three Hopes en tant que Yuri Leclerc

2023
- Xenoblade Chronicles 3: Future Redeemed en tant que Matthew
- Honkai: Star Rail en tant que Caelus (protagoniste masculin)

### Anime
2012
- La storia della Arcana Famiglia en tant que Claudio
- Ixion Saga DT en tant qu'enfant
- Sword Art Online en tant que Force d'appui

2013
- Makai Ōji en tant qu'Étudiant A

2014
- Cardfight!! Vanguard G en tant que Shion Kiba[5]
- Kiseijū en tant que Taku Furuya
- Golden Time en tant que Sū-san
- Shigatsu wa Kimi no Uso en tant que Concurrent, étudiant
- Haikyū!! en tant que Suzuki
- Noragami en tant qu'Étudiant D

2015
- Absolute Duo en tant qu'Étudiant, homme
- Ore Monogatari!! en tant qu'Osamu Kurihara[6]
- Kyōkai no Rinne en tant que Reiji Todoroki
- Saenai Heroine no Sodatekata en tant que Client de la cafétéria
- Sakurako-san no ashimoto ni wa shitai ga umatteiru en tant que Shōtarō Tatewaki[7]
- Dance with Devils en tant que Vampire B, étudiant, prêtre, vampire, prêtre C

2016
- Uchū Patrol Luluco en tant qu'Alpha Omega Nova[8]
- 11-Ku Bangai-hen en tant que Tsukibito
- OzMafia en tant qu'Hansel[9]
- Girlish Number en tant que Manyo Man
- Tiger Mask W en tant que Bull[10]
- Cheer Boys!! en tant qu'Étudiant masculin, ami de Sho, membre du judo, membre du personnel
- Tōken Ranbu en tant que Kunihiro Horikawa[11]
- Tonkatsu DJ Agetarō en tant qu'Étudiant
- Hagane Orchestra en tant que Kajika[12]
- Beyblade Burst en tant que Shū Kurenai[13]

2017
- Kuzu no Honkai en tant que Saitō
- Roku de Nashi Majutsu Kōshi to Akashic Records en tant que Cash=Winger
- Love Rice en tant qu'Ann[14], Shōto
- Dungeon ni deai o motomeru no wa machigatteiru darō ka en tant que Sain Eel
- Granblue Fantasy en tant que Tomoy
- Tōken Ranbu en tant que Kunihiro Horikawa[15]
- Kakegurui en tant qu'Étudiant
- Nana Maru San Batsu en tant que Masaru Shibata[16]
- Tsurezure Children en tant que Keisuke Tsuji
- UQ Holder! en tant que Tōru Mitsuhashi
- The Idolmaster SideM en tant que Rui Maita[17]
- Shōkoku no Altair en tant que Giacomo Loredan
- Kujira no Kora wa Sajō ni Utau en tant que Sicon

2018
- Hataraku Oniisan! en tant que Jacone Kawa-senpai[18]
- Saiki Kusuo no Psi-nan en tant qu'Étudiant B
- Grancrest Senki en tant que Flint
- Gundam Build Divers en tant que Diver
- Nil Admirari no Tenbin : Teito Genwaku Kitan en tant que Notarō Tsubame[19]
- Tada-kun wa Koi wo Shinai en tant que Yanaka
- Sōten no Ken en tant que Ryūken[20]
- Tsukumogami Kashimasu en tant que Seiji[21]
- Boruto: Naruto Next Generations en tant que Tomaru
- Grand Blue en tant que Shin'ichirō Yamamoto[22]
- Ongaku Shōjo en tant que Genta Kintoki
- Kaze ga Tsuyoku Fuiteiru en tant que Jōtarō[23]
- The Idolmaster SideM: Riyū a tte Mini!  en tant queRui Maita[24]
- Pochitto Hatsumei Pika-chin Kitto en tant qu'Enfant 6
- Radiant en tant que Soldat
- SSSS.Gridman en tant que Takato
- JoJo's Bizarre Adventure en tant que Pannacotta Fugo[25]
- El misterioso viaje de Layton: Katrielle y la conspiración de los millonarios en tant que Chris[26]

2019
- Kengan Ashura en tant qu'Imai Cosmo
- Egao no Daika en tant que Lune Vanquish[27]
- Kono Oto Tomare! en tant que Takezō Kurata[28]
- Demon Slayer: Kimetsu no Yaiba en tant que Senjuro Rengoku
- Beastars en tant que Jack[29]

2020
- Jujutsu Kaisen en tant que Yuji Itadori
- Hanyō no Yashahime en tant que Sota Higurashi
- Hachi-nan tte, Sore wa Nai deshou!: Shingo "Wendelin von Benno Baumeister" Ichinomiya

2021
- Heaven's Design Team en tant que Shimoda
- Tonikaku Kawaii: Fly Me to the Moon en tant que Nasa Yuzaki
- Sky High Survival en tant que Rika Honjo

2022
- Tokyo 24h Ward RVB en tant que Shuta Aoi

### Films d'animation
- Kokoro ga Sakebitagatterunda. (2015) en tant que Gorō Saitō
- Tōken Ranbu (2017) en tant que Kunihiro Horikawa
- Hiragana Danshi: Jo (2018) en tant que Chi
- Mobile Suit Gundam Narrative (2018) en tant que Jona Basta
- Kimetsu no Yaiba Movie: Mugen Ressha-hen (2020) en tant que Senjurō Rengoku

### OAV
- D.C.P.S. Da Capo: Plus Situation (2010) en tant qu'Étudiant
- Steins;Gate (2012) en tant que Modérateur
- Digimon Adventure tri. (2015) en tant que Takeru Takaishi

## Doublage
- Tom Holland
  - Spider-Man/Peter Parker
    - Captain America: Civil War
    - Spider-Man: Homecoming (2017)
    - Avengers: Infinity War (2018)
    - Avengers: Endgame (2019)
    - Spider-Man: Far From Home (2019)
    - What If...? (2021)
    - Spider-Man: No Way Home (2021)

  - Escapade fatale (2016) - Bradley Baker
  - The Current War : Les Pionniers de l'électricité (2017) - Samuel Insull
  - Le Diable, tout le temps (2020) - Arvin Russell
  - Cherry - Cherry
  - The Chef Show Working - lui-même
  - Uncharted (2022) - Nathan Drake
- Logan Thompson
  - Victor « Vic » Criss
    - Ça (2017)
    - Ça : Chapitre 2 (2019)
- The Philosophers (2013) - Chips (Daryl Sabara)
- Les Thunderman (2013-2018) - Oyster (Tanner Stine)
- Vampire Academy (2014) - Mason Ashford (Cameron Monaghan)
- Joshua: Teenager vs. Superpower (2017) - Joshua Wong
- Un 22 juillet (2018) - Viljar Hanssen (Jonas Strand Gravli)
- Tomb Raider (2018) - Nitin Ahuja (Antonio Aakeel)
- Escape Game (2019) - Danny Khan (Nik Dodani)
- Alita: Battle Angel (2019) - Tanji (Jorge Lendeborg Jr.)
- La Mission (2020) - John Calley (Fred Hechinger)